# Мостолес
Мостолес је предграђе Мадрида смештено око 18 km југозападно од главног града Шпаније.
Са 204.463 становника на другом је месту по величини у овој аутономној области. Површина града износи 45,36 km².
Мостолес је индустријски град. У основи привреде су индустрија прераде метала, дрвна индустрија, пољопривреда, сточарство и услужне делатности. Овде се налази и главни огранак универзитета Реи Хуан Карлос. Са Мадридом, Мостолес је повезан железницом и ауто-путем.

## Становништво
Према процени, у граду је 2008. живело 206.275 становника.

| 1981.   | 1989.   | 2002.   | 2011.   | 2017.   |
| ------- | ------- | ------- | ------- | ------- |
| 150.259 | 192.018 | 196.524 | 203.493 | 206.589 |

## Партнерски градови
- Кадиз
- Bailén
- Овиједо
- Сарагоса
- Navia
- Лас Палмас де Гран Канарија